# American Society of Cinematographers Award por Melhor Cinematografia em Filme
Esta é uma lista de diretores de fotografia que venceram e/ou foram indicados ao prêmio da American Society of Cinematographers por Melhor Cinematografia em Filme (em inglês: American Society of Cinematographers Award for Outstanding Achievement in Cinematography in Theatrical Releases), concedido anualmente pela American Society of Cinematographers desde 1986.
Desde o início da entrega dos prêmios, Roger Deakins possui o maior número de indicações com 17 e também o maior vencedor com 5 junto a Emmanuel Lubezki que conseguiu vencer três vezes consecutivas, entre 2013 e 2015, por Gravidade, Birdman or (The Unexpected Virtue of Ignorance) e The Revenant, respectivamente. Conrad Hall é o segundo maior vencedor, com 4 e Robert Richardson detém a segunda maior marca de indicações, com 11. O atual detentor do prêmio é Greig Fraser por seu trabalho em Duna.

## Vencedores e Indicados

### Década de 1980
| Ano  | Filme                             | Diretor de Fotografia |
| ---- | --------------------------------- | --------------------- |
| 1986 | Peggy Sue Got Married             | Jordan Cronenweth     |
| 1986 | The Karate Kid Part II            | James Crabe           |
| 1986 | The Mission                       | Chris Menges          |
| 1986 | A Room with a View                | Tony Pierce-Roberts   |
| 1986 | Star Trek IV: The Voyage Home     | Donald Peterman       |
| 1987 | Empire of the Sun                 | Allen Daviau          |
| 1987 | The Last Emperor                  | Vittorio Storaro      |
| 1987 | Matewan                           | Haskell Wexler        |
| 1987 | Someone to Watch Over Me          | Steven Poster         |
| 1987 | The Untouchables                  | Stephen H. Burum      |
| 1988 | Tequila Sunrise                   | Conrad L. Hall        |
| 1988 | Dangerous Liaisons                | Philippe Rousselot    |
| 1988 | Mississippi Burning               | Peter Biziou          |
| 1988 | Rain Man                          | John Seale            |
| 1988 | The Unbearable Lightness of Being | Sven Nykvist          |
| 1989 | Blaze                             | Haskell Wexler        |
| 1989 | The Abyss                         | Mikael Salomon        |
| 1989 | L'Ours (The Bear)                 | Philippe Rousselot    |
| 1989 | Born on the Fourth of July        | Robert Richardson     |
| 1989 | The War of the Roses              | Stephen H. Burum      |

### Década de 1990
| Ano  | Filme                         | Diretor de Fotografia |
| ---- | ----------------------------- | --------------------- |
| 1990 | Dances with Wolves            | Dean Semler           |
| 1990 | Avalon                        | Allen Daviau          |
| 1990 | Dick Tracy                    | Vittorio Storaro      |
| 1990 | Ghost                         | Adam Greenberg        |
| 1990 | The Godfather Part III        | Gordon Willis         |
| 1991 | Bugsy                         | Allen Daviau          |
| 1991 | Hook                          | Dean Cundey           |
| 1991 | JFK                           | Robert Richardson     |
| 1991 | The Prince of Tides           | Stephen Goldblatt     |
| 1991 | Terminator 2: Judgment Day    | Adam Greenberg        |
| 1992 | Hoffa                         | Stephen H. Burum      |
| 1992 | A Few Good Men                | Robert Richardson     |
| 1992 | Howards End                   | Tony Pierce-Roberts   |
| 1992 | The Last of the Mohicans      | Dante Spinotti        |
| 1992 | A River Runs Through It       | Philippe Rousselot    |
| 1993 | Searching for Bobby Fischer   | Conrad L. Hall        |
| 1993 | The Fugitive                  | Michael Chapman       |
| 1993 | Heaven & Earth                | Robert Richardson     |
| 1993 | The Piano                     | Stuart Dryburgh       |
| 1993 | Schindler's List              | Janusz Kamiński       |
| 1994 | The Shawshank Redemption      | Roger Deakins         |
| 1994 | Forrest Gump                  | Don Burgess           |
| 1994 | Legends of the Fall           | John Toll             |
| 1994 | Love Affair                   | Conrad L. Hall        |
| 1994 | Wyatt Earp                    | Owen Roizman          |
| 1995 | Braveheart                    | John Toll             |
| 1995 | Apollo 13                     | Dean Cundey           |
| 1995 | Batman Forever                | Stephen Goldblatt     |
| 1995 | The Bridges of Madison County | Jack N. Green         |
| 1995 | Crimson Tide                  | Dariusz Wolski        |
| 1995 | Se7en                         | Darius Khondji        |
| 1996 | The English Patient           | John Seale            |
| 1996 | Evita                         | Darius Khondji        |
| 1996 | Fargo                         | Roger Deakins         |
| 1996 | Fly Away Home                 | Caleb Deschanel       |
| 1996 | The Ghost and the Darkness    | Vilmos Zsigmond       |
| 1996 | Michael Collins               | Chris Menges          |
| 1997 | Titanic                       | Russell Carpenter     |
| 1997 | Amistad                       | Janusz Kamiński       |
| 1997 | The Boxer                     | Chris Menges          |
| 1997 | Kundun                        | Roger Deakins         |
| 1997 | L.A. Confidential             | Dante Spinotti        |
| 1998 | The Thin Red Line             | John Toll             |
| 1998 | Elizabeth                     | Remi Adefarasin       |
| 1998 | The Horse Whisperer           | Robert Richardson     |
| 1998 | Saving Private Ryan           | Janusz Kamiński       |
| 1998 | Shakespeare in Love           | Richard Greatrex      |
| 1999 | American Beauty               | Conrad L. Hall        |
| 1999 | The Insider                   | Dante Spinotti        |
| 1999 | The Sixth Sense               | Tak Fujimoto          |
| 1999 | Sleepy Hollow                 | Emmanuel Lubezki      |
| 1999 | Snow Falling on Cedars        | Robert Richardson     |

### Década de 2000
| Ano  | Filme                                                      | Diretor de Fotografia        |
| ---- | ---------------------------------------------------------- | ---------------------------- |
| 2000 | The Patriot                                                | Caleb Deschanel              |
| 2000 | Wo hu cang long (Crouching Tiger, Hidden Dragon)           | Peter Pau                    |
| 2000 | Gladiator                                                  | John Mathieson               |
| 2000 | O Brother, Where Art Thou?                                 | Roger Deakins                |
| 2000 | The Perfect Storm                                          | John Seale                   |
| 2001 | The Man Who Wasn't There                                   | Roger Deakins                |
| 2001 | Le fabuleux destin d'Amélie Poulain                        | Bruno Delbonnel              |
| 2001 | The Lord of the Rings: The Fellowship of the Ring          | Andrew Lesnie                |
| 2001 | Moulin Rouge!                                              | Don McAlpine                 |
| 2001 | Pearl Harbor                                               | John Schwartzman             |
| 2002 | Road to Perdition                                          | Conrad L. Hall (póstumo)     |
| 2002 | Far from Heaven                                            | Edward Lachman               |
| 2002 | Frida                                                      | Rodrigo Prieto               |
| 2002 | Gangs of New York                                          | Michael Ballhaus             |
| 2002 | The Pianist                                                | Paweł Edelman                |
| 2003 | Seabiscuit                                                 | John Schwartzman             |
| 2003 | Cold Mountain                                              | John Seale                   |
| 2003 | The Last Samurai                                           | John Toll                    |
| 2003 | The Lord of the Rings: The Return of the King              | Andrew Lesnie                |
| 2003 | Master and Commander: The Far Side of the World            | Russell Boyd                 |
| 2004 | Un long dimanche de fiançailles (A Very Long Engagement)   | Bruno Delbonnel              |
| 2004 | The Aviator                                                | Robert Richardson            |
| 2004 | Collateral                                                 | Dion Beebe e Paul Cameron    |
| 2004 | The Passion of the Christ                                  | Caleb Deschanel              |
| 2004 | Ray                                                        | Paweł Edelman                |
| 2005 | Memoirs of a Geisha                                        | Dion Beebe                   |
| 2005 | Batman Begins                                              | Wally Pfister                |
| 2005 | Brokeback Mountain                                         | Rodrigo Prieto               |
| 2005 | Good Night, and Good Luck.                                 | Robert Elswit                |
| 2005 | King Kong                                                  | Andrew Lesnie                |
| 2006 | Children of Men                                            | Emmanuel Lubezki             |
| 2006 | Apocalypto                                                 | Dean Semler                  |
| 2006 | The Black Dahlia                                           | Vilmos Zsigmond              |
| 2006 | The Good Shepherd                                          | Robert Richardson            |
| 2006 | The Illusionist                                            | Dick Pope                    |
| 2007 | There Will Be Blood                                        | Robert Elswit                |
| 2007 | The Assassination of Jesse James by the Coward Robert Ford | Roger Deakins                |
| 2007 | Atonement                                                  | Seamus McGarvey              |
| 2007 | The Diving Bell and the Butterfly                          | Janusz Kamiński              |
| 2007 | No Country for Old Men                                     | Roger Deakins                |
| 2008 | Slumdog Millionaire                                        | Anthony Dod Mantle           |
| 2008 | The Curious Case of Benjamin Button                        | Claudio Miranda              |
| 2008 | The Dark Knight                                            | Wally Pfister                |
| 2008 | The Reader                                                 | Roger Deakins e Chris Menges |
| 2008 | Revolutionary Road                                         | Roger Deakins                |
| 2009 | Das weiße Band (The White Ribbon)                          | Christian Berger             |
| 2009 | Avatar                                                     | Mauro Fiore                  |
| 2009 | The Hurt Locker                                            | Barry Ackroyd                |
| 2009 | Inglourious Basterds                                       | Robert Richardson            |
| 2009 | Nine                                                       | Dion Beebe                   |

### Década de 2010
| Ano  | Filme                                           | Diretor de Fotografia |
| ---- | ----------------------------------------------- | --------------------- |
| 2010 | Inception                                       | Wally Pfister         |
| 2010 | Black Swan                                      | Matthew Libatique     |
| 2010 | The King's Speech                               | Danny Cohen           |
| 2010 | The Social Network                              | Jeff Cronenweth       |
| 2010 | True Grit                                       | Roger Deakins         |
| 2011 | The Tree of Life                                | Emmanuel Lubezki      |
| 2011 | The Artist                                      | Guillaume Schiffman   |
| 2011 | The Girl with the Dragon Tattoo                 | Jeff Cronenweth       |
| 2011 | Hugo                                            | Robert Richardson     |
| 2011 | Tinker Tailor Soldier Spy                       | Hoyte van Hoytema     |
| 2012 | Skyfall                                         | Roger Deakins         |
| 2012 | Anna Karenina                                   | Seamus McGarvey       |
| 2012 | Les Misérables                                  | Danny Cohen           |
| 2012 | Life of Pi                                      | Claudio Miranda       |
| 2012 | Lincoln                                         | Janusz Kamiński       |
| 2013 | Gravity                                         | Emmanuel Lubezki      |
| 2013 | 12 Years a Slave                                | Sean Bobbitt          |
| 2013 | Captain Phillips                                | Barry Ackroyd         |
| 2013 | Yī dài zōng shī (The Grandmaster)               | Philippe Le Sourd     |
| 2013 | Inside Llewyn Davis                             | Bruno Delbonnel       |
| 2013 | Nebraska                                        | Phedon Papamichael    |
| 2013 | Prisoners                                       | Roger Deakins         |
| 2014 | Birdman or (The Unexpected Virtue of Ignorance) | Emmanuel Lubezki      |
| 2014 | The Grand Budapest Hotel                        | Robert Yeoman         |
| 2014 | The Imitation Game                              | Óscar Faura           |
| 2014 | Mr. Turner                                      | Dick Pope             |
| 2014 | Unbroken                                        | Roger Deakins         |
| 2015 | The Revenant                                    | Emmanuel Lubezki      |
| 2015 | Bridge of Spies                                 | Janusz Kamiński       |
| 2015 | Carol                                           | Edward Lachman        |
| 2015 | Mad Max: Fury Road                              | John Seale            |
| 2015 | Sicario                                         | Roger Deakins         |
| 2016 | Lion                                            | Greig Fraser          |
| 2016 | Arrival                                         | Bradford Young        |
| 2016 | La La Land                                      | Linus Sandgren        |
| 2016 | Moonlight                                       | James Laxton          |
| 2016 | Silence                                         | Rodrigo Prieto        |
| 2017 | Blade Runner 2049                               | Roger Deakins         |
| 2017 | Darkest Hour                                    | Bruno Delbonnel       |
| 2017 | Dunkirk                                         | Hoyte van Hoytema     |
| 2017 | Mudbound                                        | Rachel Morrison       |
| 2017 | The Shape of Water                              | Dan Laustsen          |
| 2018 | Zimna wojna (Cold War)                          | Łukasz Żal            |
| 2018 | The Favourite                                   | Robbie Ryan           |
| 2018 | First Man                                       | Linus Sandgren        |
| 2018 | Roma                                            | Alfonso Cuarón        |
| 2018 | A Star Is Born                                  | Matthew Libatique     |
| 2019 | 1917                                            | Roger Deakins         |
| 2019 | Ford v Ferrari                                  | Phedon Papamichael    |
| 2019 | The Irishman                                    | Rodrigo Prieto        |
| 2019 | Joker                                           | Lawrence Sher         |
| 2019 | Once Upon a Time in Hollywood                   | Robert Richardson     |

### Década de 2020
| Ano  | Filme                                         | Diretor de Fotografia |
| ---- | --------------------------------------------- | --------------------- |
| 2020 | Mank                                          | Erik Messerschmidt    |
| 2020 | Cherry                                        | Newton Thomas Sigel   |
| 2020 | News of the World                             | Dariusz Wolski        |
| 2020 | Nomadland                                     | Joshua James Richards |
| 2020 | The Trial of the Chicago 7                    | Phedon Papamichael    |
| 2021 | Dune                                          | Greig Fraser          |
| 2021 | Belfast                                       | Haris Zambarloukos    |
| 2021 | Nightmare Alley                               | Dan Laustsen          |
| 2021 | The Power of the Dog                          | Ari Wegner            |
| 2021 | The Tragedy of Macbeth                        | Bruno Delbonnel       |
| 2022 | Elvis                                         | Mandy Walker          |
| 2022 | Bardo, False Chronicle of a Handful of Truths | Darius Khondji        |
| 2022 | The Batman                                    | Greig Fraser          |
| 2022 | Empire of Light                               | Roger Deakins         |
| 2022 | Top Gun: Maverick                             | Claudio Miranda       |

## Múltiplas vitórias
| 5 vitórias - Roger Deakins - Emmanuel Lubezki (3 consecutivas) 4 vitórias - Conrad L. Hall | 2 vitórias - Allen Daviau - John Toll - Greig Fraser |

## Múltiplas indicações
| 17 indicações - Roger Deakins 11 indicações - Robert Richardson 6 indicações - Janusz Kamiński - Emmanuel Lubezki 5 indicações - Bruno Delbonnel - Conrad L. Hall - John Schwartzman - John Seale - Dean Semler | 4 indicações - Chris Menges - Rodrigo Prieto - John Toll - Haskell Wexler 3 indicações - Dion Beebe - Stephen H. Burum - Caleb Deschanel - Greig Fraser - Darius Khondji - Andrew Lesnie - Claudio Miranda - Phedon Papamichael - Wally Pfister - Philippe Rousselot - Dante Spinotti | 2 indicações - Barry Ackroyd - Danny Cohen - Jeff Cronenweth - Dean Cundey - Allen Daviau - Paweł Edelman - Robert Elswit - Stephen Goldblatt - Adam Greenberg - Edward Lachman - Dan Laustsen - Matthew Libatique - Seamus McGarvey - Tony Pierce-Roberts - Dick Pope - Linus Sandgren - Vittorio Storaro - Hoyte van Hoytema - Dariusz Wolski - Vilmos Zsigmond |